# Air Iceland
Air Iceland é uma companhia aérea regional com sede na propriedade do Aeroporto de Reykjavík em Reykjavík. Opera serviços regulares para destinos domésticos e para a Groenlândia. Suas bases principais são Aeroporto de Reykjavík e Aeroporto Akureyri. É uma subsidiária do grupo Icelandair.

## Frota

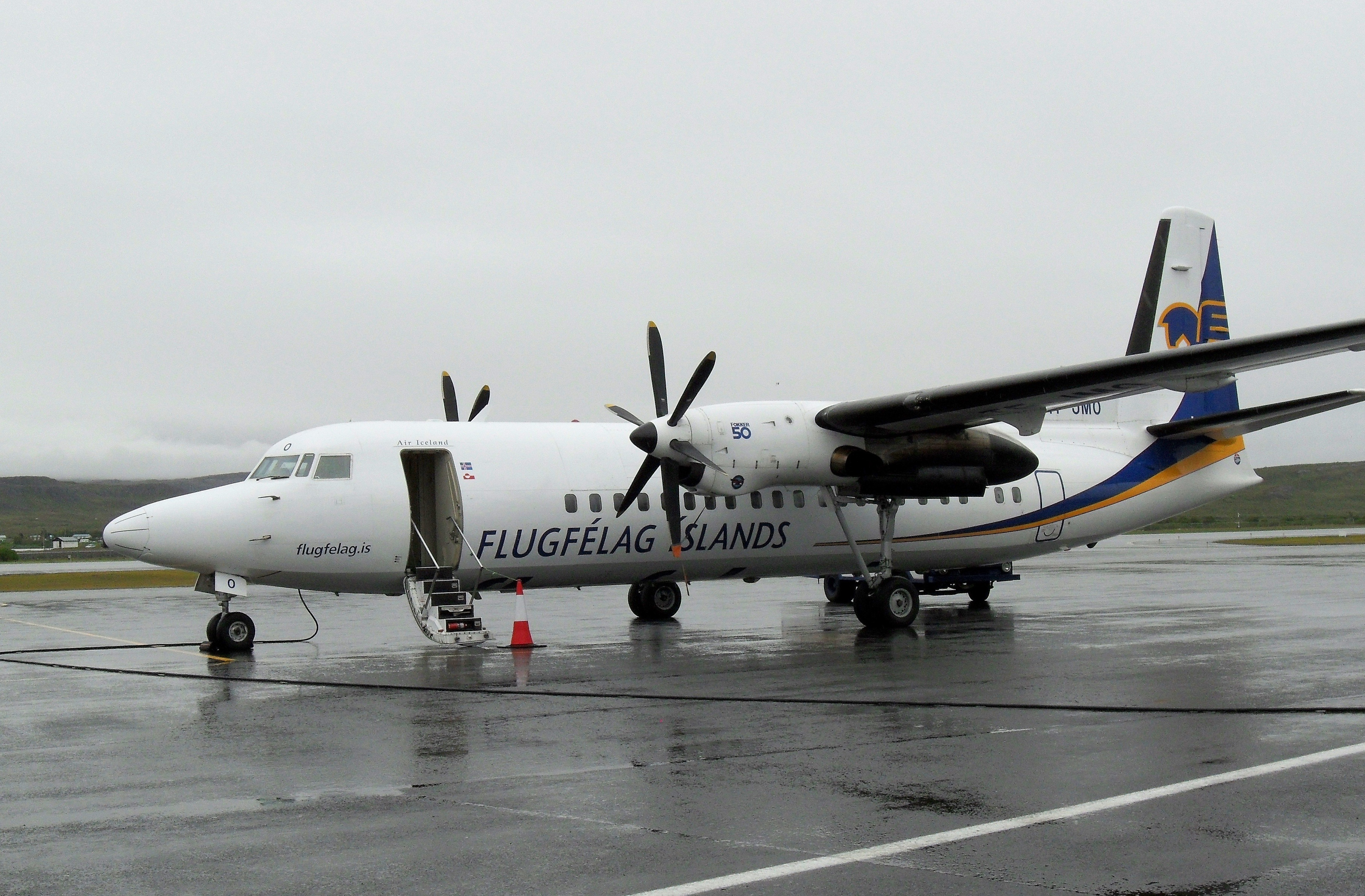
Fokker 50 da Air Iceland.

- Bombardier Dash 8-100 - 3 aeronaves - 37 Passageiros
- Fokker 50 - 6 aeronaves - 50 Passageiros